# A.D. Howden Smith

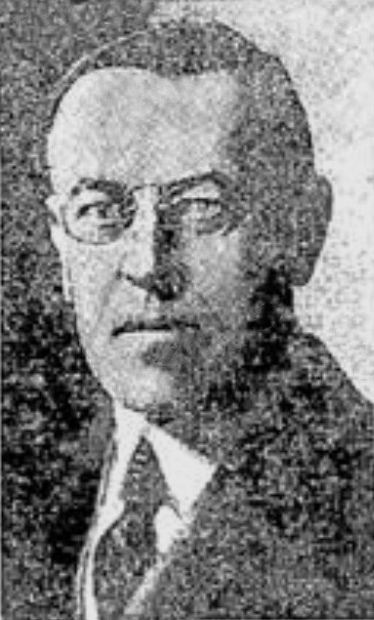
Arthur D. Howden Smith, ok. 1918.

Arthur Douglas Howden Smith, podpisywał się także jako Arthur D. Howden Smith i A.D. Howden Smith (ur. 29 grudnia 1887 w Nowym Jorku, zm. 18 grudnia 1945) – amerykański historyk, pisarz i dziennikarz.

## Twórczość

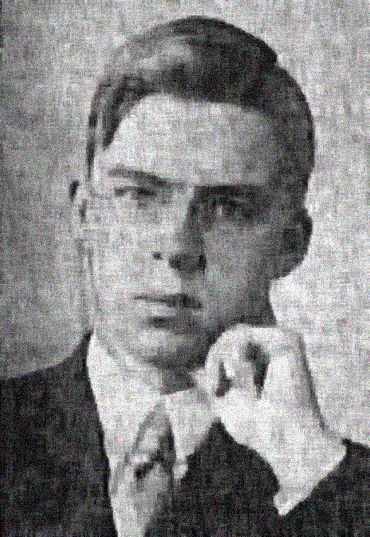
Arthur D. Howden Smith, ok. 1908.

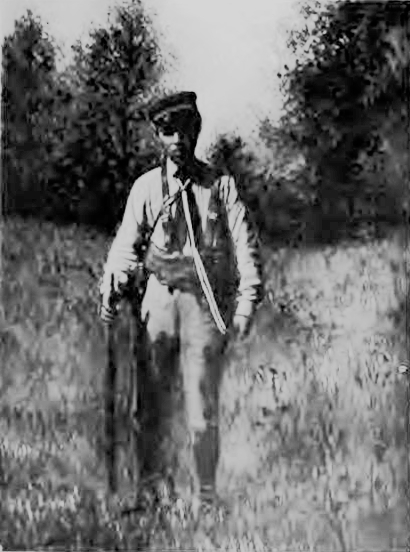
Arthur D. Howden Smith ubrany w mundur powstańców macedońskich, ok. 1907.

Pisał biografie i opowiadania, głównie o tematyce przygodowej. Były to morskie opowieści o przygodach Kapitana McConaughy, oraz historyczne o awanturniczym Wikingu, Swainie, żyjącym na średniowiecznych Orkadach i walczącym z czarownicą Frakork i jej krwiożerczym wnukiem Olvir Rosta – co Smith opiera na historycznych informacjach zawartych w sagach Orkneyinga.
Najsłynniejszym cyklem opowiadań Smitha były Grey Maiden. Opowiadające o zaklętym mieczu, wykutym za panowania faraona Tutmozisa III i jego kolejne pojawienia się w historii świata.
Smith napisał także The Trail Doom (1921) i jego sequel Beyond the Sunset, o przygodach Harry'ego Ormeroda, 18-wiecznego wygnańca na terenach kolonialnych Ameryce Północnej w kraju Irokezów, gdzie toczy się zacięta walka francuskich agentów handlowych z Kanady by przejąć kontrolę nad handlem futrami.
A.D. Howden Smith napisał powieść Złoto z Porto Bello, opisującą wydarzenia poprzedzające fabułę Wyspy skarbów i wyjaśniającą, skąd na wyspie wzięły się tytułowe skarby. Głównym bohaterem jest Robert Ormerod. Historia rodziny Ormerod była kontynuowana w Manifest Destiny, gdzie prawnuk Roberta Ormeroda bierze udział w wyprawach 19-wiecznego awanturnika Williama Walkera.

## Ważniejsze prace
- The Wastrel 1911
- A cadet of Belgium, an American boy in the great... 1915
- The audacious adventures of Miles McConaughy; an epic of the merchant marine 1918
- Spears of destiny; a story of the first capture... 1919
- The Trail Doom (1921)
- Beyond the Sunset 1923
- The treasure of the Bucoleon 1923
- Złoto z Porto Bello (Porto Bello Gold 1924, wyd polskie 1926)
- A Manifest Destiny 1926
- Argonaut Series 1927
- Hate 1928
- Swain's saga 1931
- The Eagle's Shadow 1931
- Alan Breck again, ... 1934
- Way for his excellency! 1935
- The dead go overside 1938

### Opowiadania
- Grey Maiden: The Story of a Sword Through the Ages 1929 (zbiór)
  - The Forging (1926)
  - The Slave of Marathon (1926)
  - A Trooper of the Thessalians (1929)
  - Hanno's Sword (1929)
  - The Last Legion (1929)
  - The Rider from the Desert (1929)
  - Thord's Wooing (1929)
  - The Gritti Luck (1929)
  - A Statement for the Queenes Majestie (1929)

### Biografie
- The Duponts of Delaware!
- John Jacob Astor: Landlord of New York 1929
- Commodore Vanderbilt: An Epic of American Achievement 1927
- Old Fuss and Feathers: The Life and Exploits of Lieutenant General… 1931
- Men who run America;: A study of the capitalistic system and its trends… 1936
- The Real Colonel House: [1918]
- Conqueror, the story of Cortes and Montezuma and the slave girl, Malinal 1933
- Mr. House of Texas 1940